# Jagny-sous-Bois
Jagny-sous-Bois är en kommun i departementet Val-d'Oise i regionen Île-de-France i norra Frankrike. Kommunen ligger i kantonen Luzarches som tillhör arrondissementet Sarcelles. År 2022 hade Jagny-sous-Bois 272 invånare.

## Befolkningsutveckling
Antalet invånare i kommunen Jagny-sous-Bois
| Referens: INSEE |